# Eubotrys recurva
Eubotrys recurva är en ljungväxtart som först beskrevs av Samuel Botsford Buckley, och fick sitt nu gällande namn av Britt. Eubotrys recurva ingår i släktet Eubotrys och familjen ljungväxter. Inga underarter finns listade i Catalogue of Life.